# Obygdön

Obygdön är en ö i Mälaren vid inloppet till Mariefred. Tillsammans med grannön Borrholmen mäter ön cirka 120 ha blandad mark. Ön kännetecknas av en varierad natur och rikt djurliv. 
Från mitten av 90-talet till tidigt 2000-tal användes ön till konferenser med äventyrsinriktning. Nu är ön i privat ägo och nyttjas för skogsbruk, jakt och filminspelning.